# W tańcu
W tańcu (Jigs&Reels) – jest to zbiór opowiadań brytyjskiej pisarki Joanne Harris, wydany w roku 2004. W Polsce znany również pod tytułem Śniadanie w Tesco.
Zbiór zawiera następujące opowiadania:
- Faith i Hope jadą na zakupy
- Brzydka Siostra
- Gastronomikron
- Łut szczęścia
- Rocznik '81
- Raut
- Wolny duch
- Autodafe
- Obserwator
- Skórzany świat Ala i Christine
- Ostatni pociąg do Dogtown
- Gen Ye-zus
- Plażowiczka
- Herbatka z ptakami
- Śniadanie w Tesco
- Pański numer, panie Lowry!
- Czekając na Gandalfa
- I ty możesz być dziewczyną Candy Kiss
- Mała syrenka
- Ryba
- Nigdy nie dawaj draniowi równych szans
- Eau de toilette